# Licos (fill de Dàscil)
Segons la mitologia grega, Licos (en grec antic Λύκος, "llop"), va ser un rei dels mariandins, a Bitínia, fill de Dàscil, i net de Tàntal.
Acollí els argonautes i va organitzar uns funerals magnífics a dos argonautes que acabaven de morir, un d'ells, Tifis, el timoner. Per a guiar l'Argo, els donà el seu fill, també anomenat Dàscil. Licos acabava de patir un atac dels seus veïns, els bebrics, i estava agraït als argonautes, que havien mort el seu rei Àmic, i a més, aquest Àmic havia mort el seu germà Otreu.
Hèracles, quan va tornar del país de les amazones, es quedà amb ell per ajudar-lo en la guerra contra els bebrics. Hèracles matà el germà d'Àmic i va donar a Licos una part del territori dels bebrics.